# Tatár per
Az úgynevezett tatár per a csíkszentmihályi Sándor család által a 18. század folyamán és a 19. század elején – a csíki és háromszéki ősjószágok miatt – az Apor család elleni hosszadalmas és bonyolult birtokper volt.

## Előzmények
1694-ben a tatárok beütöttek Felcsíkba, és Csíkszentmihályon rabszíjra fűzték Sándor Jánost, Csik-Gyergyó és Kászonszék alkapitányát, feleségét Angyalosi Erzsébetet és fivérét Sándor Mihályt, s elhurcolták őket a Krímbe. A tatár rabságból csak kölcsönpénzen tudtak szabadulni. A Sándorok egy 1694. május 18-án kelt záloglevélre hivatkoztak, mely szerint Sándor János anyósa a veje és leánya kiváltására báró Apor István kincstartótól, Csíkszék főkapitányától 800 oroszlános tallért vett fel zálogul, lekötvén annak fejében Sándor István felsőtorjai kúriáját, az ahhoz tartozó földekkel és jobbágyokkal.

## A per
Az Aporok ennek a záloglevélnek jogos és érvényes voltát tagadták, mert az el volt szakítva és nem volt megpecsételve, s szerintük nem érvényesült, továbbá Sándor János nem is szabadult ki 1694-ben, csak 1695-ben , midőn felesége, Angyalosi Erzsébet „ férjének kezességin kibocsáttatván, satzoknak (váltságdíjaknak) megszerzésére die 29, m.Aug. Doboka vármegyében , Vicében gróf Apor Istvántól veszen fel 2000 oroszlányos tallérokat”, minek fejében „örökösön adja” Apor Istvánnak Somlyón lévő portióját, pálfalvi földjét s a szentmihályi Naskalat-havast, lázárfalvi részjószágát és férje jószágát Felsőtorján s Szárazpatakon. Sándor János 1698. június 29-én kelt kötelezvényével nevezett jószágait ő maga is „örökös birodalmába adá gr. Apor Istvánnak”.
A per lényege az a kérdés volt, hogy a lekötött birtokok zálogba lettek adva vagy eladták őket a Sándorok az Aporoknak. Az Aporok az általuk hivatkozott 1695-ös adásvételi szerződést nem tudták felmutatni. Csíkban az Angyalosi részt (melyet Sándor Jánosnak nem volt joga elzálogosítani ) Sándor Péter visszafoglalta 1705. szeptember 27-én. Ezen az alapon indított pert Sándor Gáspár 1767-ben báró Apor József, János és László ellen Csíkszék előtt, melyet meg is nyert. A Sándor család ősi birtokaira, Felsőtorjára és Szárazpatakra vonatkozóan azonban csak 23 év múlva indult meg a per. Az 1797. esztendőben, szeptember 13-án, Kézdiszék előtt megindított perben a Sándor család azt állította, hogy ősei nem az Aporok pénzén váltattak ki a rabságból hanem Csíkszék és a császár pénzén.
1810-ben a Sándor család leányága is részt követelt magának a perben. Biró Gábor unokái, Biró Anna és Biró Karolina (kiknek dédanyjuk Sándor Zsuzsanna volt) mint jogigénylők lépnek fel. Ez ellen Sándor Zsigmond tiltakozik, s azt bizonyítgatja, hogy a perelt birtokok csak a fiúágat illetik. A per sokáig elhúzódott, még 1812-ben is tartott. A végén az ősiség eltörlésével folytatható nem volt, így az Aporok javára dőlt el. Ennek a százados tatár pernek (ahogy nevezték akkor) fő intézője, mozgatója a Sándor család részéről Sándor Zsigmond volt.